# Leonardo (film)
Leonardo è un film TV del 2003 diretto da Sarah Aspinall e basato sulla vita del pittore italiano Leonardo da Vinci.